# 輪空
輪空是一個体育竞赛概念，指一名選手/一支隊伍在不經過和另一名選手/另一支隊伍比賽的情況下，自動晉級下一輪競賽。在实行淘汰制的比赛中，除非第一轮出现弃权等情况，一般只会在第一轮比赛实行轮空。如果参赛队伍不是2的乘方数（即2n），那么第一轮比赛会出现轮空。